# Cândido de Oliveira
Cândido Fernandes Plácido de Oliveira GCM (Fronteira, 24 de setembro de 1896 – Estocolmo, 23 de junho de 1958) foi um jogador e treinador de futebol e jornalista desportivo português.

## Biografia
Começou a jogar futebol na Casa Pia de Lisboa, tendo passado, em 1914, para a primeira categoria do Sport Lisboa e Benfica, de onde sairia em 1920 para criar o Casa Pia Atlético Clube. Foi capitão da seleção nacional no primeiro jogo desta, em 1921.
Pela sua atividade contra o regime do Estado Novo foi enviado para o campo de concentração do Tarrafal onde esteve entre abril de 1942 e 1944. Lá, ele não ficou internado dentro do campo, como os outros prisioneiros. Como preso de interesse especial, ficou em um dos alojamentos administrativos situados fora da zona cercada. Isso não o impediu de testemunhar e mais tarde denunciar a situação ali vivenciada no livro Tarrafal,O Pântano da Morte.
Em 1945, fundou, com António Ribeiro dos Reis e Vicente de Melo, o jornal então bissemanário "A Bola", no qual colaboraria até à sua morte.
Como treinador, foi selecionador nacional (orientou a equipa portuguesa que chegou aos quartos-de-final do torneio de futebol dos Jogos Olímpicos de 1928) e técnico do Sporting Clube de Portugal, onde ganhou o campeonato nacional de 1946-47.
Ascendeu a supervisor técnico na época seguinte, mas em 1947-48 volta a ser o treinador principal do Sporting Clube de Portugal, conquistando dois campeonatos, uma Taça de Portugal e chega à final da Taça Latina.
O seu discípulo, Fernando Vaz, também viria a ser um reputado treinador.
Em 1950, treinou a equipe de futebol masculino do Clube de Regatas do Flamengo, no Brasil.

## Homenagens
Pelo seu papel no futebol português, foi dado o seu nome à Supertaça instituída pela Federação Portuguesa de Futebol.
A 27 de janeiro de 1995 foi agraciado, a título póstumo, com a Grã-Cruz da Ordem do Mérito.

## Obras publicadas[7]
- Alguns aspectos psicológicos dos Casapianos. Lisboa: Sociedade Nacional de Tipografia, 1934.[8]
- Football: técnica e tática. Lisboa: ed. autor, 1935.
- Relatório do selecionador nacional para o décimo segundo Portugal-Espanha. Lisboa: Federação Portuguesa de Football Association, 1935.
- Relatório da minha viagem à Inglaterra ao serviço do football nacional. Lisboa: Federação Portuguesa de Football Association, 1936.
- A formação dos jogadores de futebol. Lisboa: Sociedade Nacional de Futebol, 1938.
- Os segredos do futebol: técnica de ensino: aprendizagem e treino: táctica de jogo. Lisboa: A Bola, 1947
- A evolução táctica no futebol. Lisboa, 1949.
- Tarrafal: o Pântano da Morte. Lisboa: Editorial República, 1974.